# Bloodfist 2050
Bloodfist 2050 es un telefilme filipino de acción de 2005, dirigido por Cirio H. Santiago, que además es parte de la producción junto a Roger Corman, escrito por Michael Henry Carter, musicalizado por Abby Clutario, Francis De Veyra y Mel Lewis, en la fotografía estuvo Jun Dalawis y Ricardo Remias, el elenco está compuesto por Matt Mullins, Joe Sabatino y Monsour del Rosario, entre otros. Este largometraje fue producido por Concorde-New Horizons y se estrenó el 4 de agosto de 2005.

## Sinopsis
Alex Danko se mete en el submundo excesivamente violento de las artes marciales extremas, quiere hallar al sujeto que mató a su hermano, cuenta con la ayuda del fortalecido detective Ramírez y la atractiva examante de su hermano.